# 10364 Tainai
A 10364 Tainai (ideiglenes jelöléssel 1994 VR1) a Naprendszer kisbolygóövében található aszteroida. Kobajasi Takao fedezte fel 1994. november 3-án.